# Patatnik
Il patatnik o patetnik è un piatto di patate bulgaro caratteristico dei monti Rodopi nel centro-sud del paese. Il patatnik è composto da patate grattugiate, cipolle, sale e un tipo di menta molto delicata chiamata Gyosum in bulgaro, il tutto mescolato e cotto a fuoco lento. Alcuni ristoranti aggiungono il sirene (formaggio bianco) o uova, ma questo non è previsto nella ricetta tradizionale.
Le patate grattugiate vengono spremute e mescolate con le cipolle. Parte dell'impasto soffice che si è formato viene arrotolato in due sfoglie. Una delle due sfoglie è posta sul fondo del piatto e dovrebbe avere un diametro maggiore rispetto all'altra. Il restante impasto viene condito con santoreggia, viene versato sopra la prima sfoglia, e infine viene ricoperta con l'altra sfoglia; i bordi di entrambe le sfoglie dovrebbero coprirsi a vicenda: da questo punto di vista somiglia a una " banitsa di patate". In base a uno dei metodi di preparazione, il patatnik viene capovolto quando il fondo è ben cotto e versato nel piatto dalla parte del lato riscaldato. Secondo altre ricette non sono presenti sfoglie e invece si mescolano gli ingredienti fino a renderli omogenei; questi vengono poi cotti a fuoco lento. Dopo 20 minuti il composto viene capovolto e coperto e quindi cotto ulteriormente.
Il piatto è tradizionale della regione dei monti Rodopi e nelle regioni vicine, a partire da Bansko, Pirin, Smolyan, Zlatograd fino ad arrivare a Chernichevo. Il nome deriva dalla parola locale patato o pateto, cioè "patata", con il suffisso maschile bulgaro –nik. La parola è tipica dei dialetti Rup parlati nella regione dei monti Rodopi. È distinto sia dal kartof bulgaro standard (картоф) che da kompir, in bulgaro occidentale (компир). A Nedelino, il piatto è noto come kashnitsa (кашница).